# Ride On (canción de AC/DC)
«Ride On» es una canción de la banda australiana AC/DC lanzada en el álbum Dirty Deeds Done Dirt Cheap y relanzada en el semi-recopilatorio Who Made Who, en las dos versiones está con la voz de Bon Scott.
La canción se caracteriza por ser una de las pocas canciones lentas de AC/DC, también por la gran interpretación de Bon Scott; el magnífico y triste solo; los coros suaves y la triste letra, convirtiéndose, en cuanto a calidad, en una de las mejores canciones de la banda.
- Datos: Q17029208